# Goéland de Heermann
Larus heermanni
Espèce
Statut de conservation UICN

 NT  : Quasi menacé
Le Goéland de Heermann (Larus heermanni) est une espèce d'oiseaux de mer de la famille des Laridae.

## Nomenclature
Son nom commémore l'explorateur et naturaliste américain Adolphus Lewis Heermann (1827-1865).

## Description
C'est un Laridé de taille moyenne. Il mesure 48 cm en moyenne du bec à la queue pour une envergure de 130 cm. Il atteint l'âge adulte au bout de 4 ans. Les ailes sont assez longues. Les pattes sont noires. Il a un vol dynamique.
Adulte distinctif à tête blanche, strié de brun gris en hiver, bec rouge à pointe noire, corps gris foncé, rectrices noires à bande terminale blanche et bord de fuite blanc sur les ailes.
1er hiver : L'oiseau est globalement brun sombre. La pointe noire du bec est visible.
2ème hiver : Le ventre est gris foncé et détonne avec le reste du plumage brun foncé.
Juvénile : Les jeunes goélands sont couleur brun-chocolat avec le bord des plumes chamoisé. A distance, les juvéniles peuvent être confondus avec des labbes.

## Répartition
Le goéland de Heermann niche en colonies de part et d'autre de la péninsule de Californie au Mexique et notamment sur l'île Isla Raza. C'est un visiteur commun des côtes californiennes aux États-Unis après la période de reproduction (Fin du printemps et surtout entre le début de l'été et le début de l'hiver).
Déplacement d'un petit nombre, principalement des immatures, à la fin de l'hiver et au printemps le long de la côte ouest des Etats-Unis. Nicheur irrégulier en petit nombre sur la côte centrale de Californie. Rare sur la Salton Sea, où il a récemment niché et se mêle aux goélands de Californie.
Occasionnels ailleurs dans les terres de Californie, au Sud-Ouest et dans le Nevada et en Colombie-Britannique (sud-est de l'Alaska). Accidentel au Texas, dans les Grands Lacs, en Floride et en Virginie.

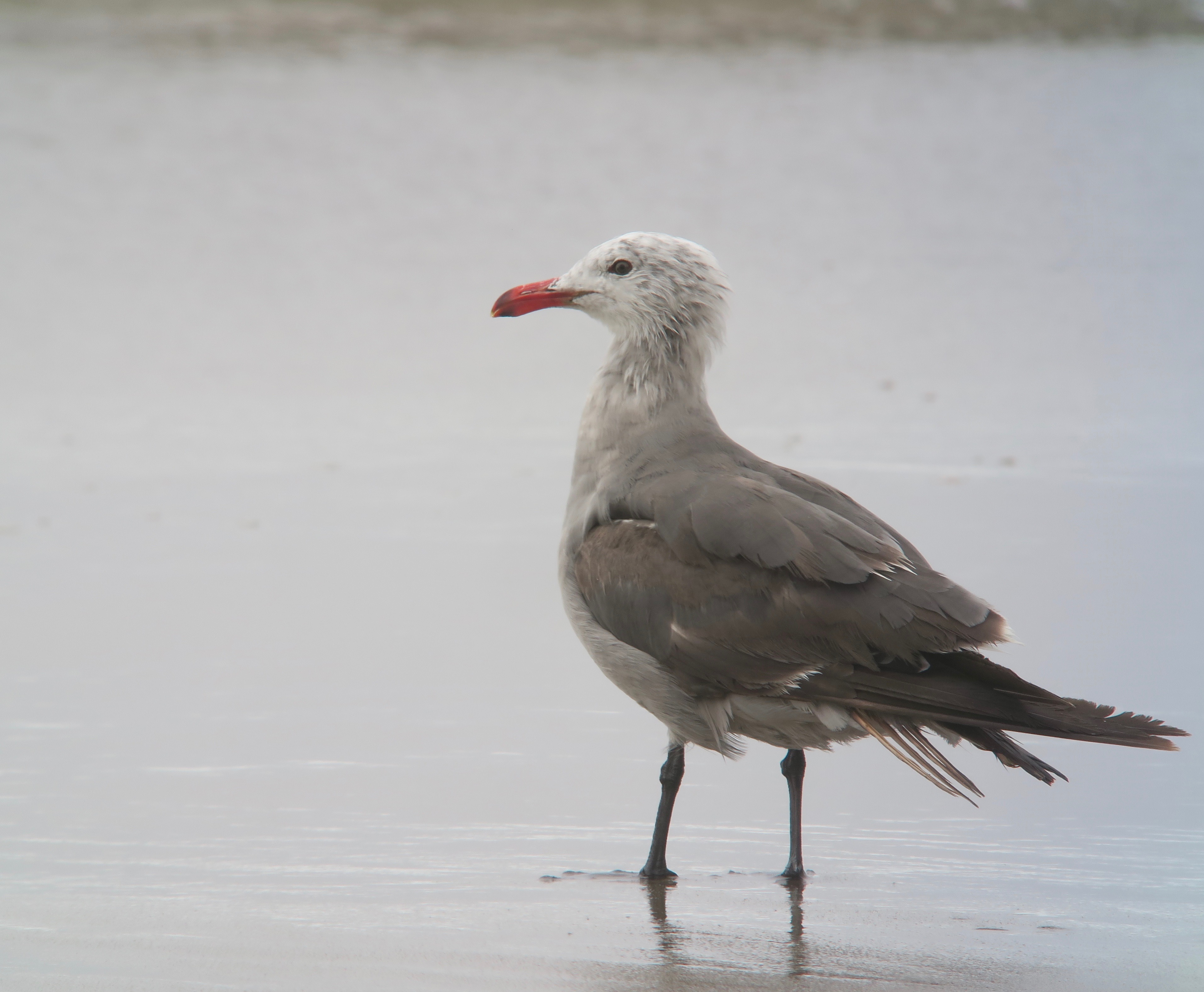
Goéland de Heermann en plumage d'hiver. Morro Bay, Californie, États-Unis.